# Plexaurella teres
Plexaurella teres is een zachte koraalsoort uit de familie Plexauridae. De koraalsoort komt uit het geslacht Plexaurella. Plexaurella teres werd in 1916 voor het eerst wetenschappelijk beschreven door Kunze. 